# Assassinato de Fernando Villavicencio
O assassinato de Fernando Villavicencio ocorreu em 9 de agosto de 2023 em Quito, Equador, às vésperas das eleições presidenciais. Além do político, candidato à presidência do Equador, vários outros ficaram feridos no ataque.

## Contexto
Fernando Villavicencio era um político equatoriano e ex-membro da Assembleia Nacional antes de sua dissolução após a invocação da morte cruzada pelo presidente Guillermo Lasso. A disposição constitucional desencadeou uma eleição geral, da qual Villavicencio foi um dos principais candidatos presidenciais.
O Washington Post observou que seu assassinato ocorreu durante um período de aumento da violência de gangues no país. Um mês antes de seu assassinato, Agustín Intriago, prefeito de Manta, também foi assassinado.

## Assassinato
Em 9 de agosto de 2023, Villavicencio falou em um comício político do Movimiento Construye em uma escola em Quito. Ao entrar em um caminhão branco cercado por guardas, ele foi baleado três vezes na cabeça. Segundo o general Manuel Iñiguez, um oficial ficou ferido. O criminoso também lançou uma granada contra os seguidores de Villavicencio, mas não explodiu.
Lasso organizou uma reunião do Gabinete de Segurança no Palácio de Carondelet. Estavam presentes a procuradora-geral Diana Salazar Méndez, bem como os presidentes do Conselho Nacional Eleitoral e do Tribunal Nacional de Justiça.
No dia seguinte, as autoridades equatorianas disseram que os seis suspeitos de envolvimento no assassinato do candidato à presidência do país são colombianos e pertencem a um grupo criminoso internacional. Um sétimo suspeito, morto na noite do dia anterior em troca de tiros com policiais após o crime, também tinha a mesma nacionalidade, ainda segundo a polícia local.

## Suspeito
Um suspeito do assassinato foi morto durante um tiroteio. Seis prisões foram feitas nas horas seguintes ao ataque, com várias armas de fogo e granadas também apreendidas.
Em um vídeo divulgado nas redes sociais naquela noite, um grupo criminoso conhecido como Los Lobos assumiu a autoria do ataque, mas a autenticidade do vídeo foi questionada por ONGs que monitoram o submundo do crime equatoriano. No dia seguinte, um novo vídeo foi publicado por outro grupo que se reivindicava como os verdadeiros Los Lobos, negando a participação no assassinato, criticando a relação estabelecida do acontecido com o grupo e pedindo uma investigação criteriosa das autoridades policiais equatorianas.

## Reações
Lasso, que primeiro confirmou o assassinato, escreveu que estava "indignado e chocado" no X. Outros candidatos pediram uma postura mais dura em relação ao crime, incluindo Yaku Pérez Guartambel, Xavier Hervas e Jan Topić.
O governo do país decretou estado de exceção e garantiu as eleições presidenciais para o dia 20 de agosto.
A missão de observação eleitoral da Organização dos Estados Americanos (OEA) compartilhou a dor e a consternação do povo equatoriano e pediu às autoridades que realizem uma investigação completa e abrangente.

## Consequências
O assassinato causou "caos" no país, em grande parte causado por quadrilhas de traficantes. A polícia e as forças do exército são necessárias para garantir a segurança dos civis. Em 12 de julho de 2024, cinco pessoas foram condenadas pela justiça equatoriana, cujas penas variam de 12 a 34 anos de prisão. Outros seis detidos foram encontrados mortos no Pavilhão 7 da Penitenciária do Litoral.